# Patrick Devedjian
Patrick Devedjian, född 26 augusti 1944 i Fontainebleau, död 29 mars 2020 i Paris, var en fransk-armenisk politiker. 
Devedjian var medlem i Union pour un Mouvement Populaire (UMP), och var den främste rådgivaren till Nicolas Sarkozy i presidentvalet 2007. Mellan 2008 och 2010 var han ansvarig minister för Frankrikes återhämtning efter finanskrisen 2008.
Han avled i sjukdomen covid-19.